# Baby Blue
Baby Blue er det 18. studiealbum af den danske sangerinde Sanne Salomonsen, der udkom den 19. maj 2017 på Mermaid Records.
Baby Blue modtog flest negative anmeldelser. Anmelderne mente at albummet var for kliché-fyldt i sit forsøg på at lyde som poprock fra 1980'erne, især på de rock- og blues-orinterede sange; men fremhævede albummets mere nedtonede, ballade-prægede sange. Albummet debuterede på tiendepladsen på hitlisten, og tilbragte kun én uge i top 40.

## Anmeldelser
Ekstra Bladets anmelder Thomas Treo gav Baby Blue tre ud af seks stjerner. Han skrev at balladerne var mest vellykkede og mente at Sanne Salomonsen "er både troværdig og værdig, når hun ser tilværelsen i øjnene i intime rammer", og kaldte albummets rockede sange for "postulerede". Mads Hendrich fra Berlingske gav albummet to ud af seks stjerner. Han kritiserede produktionen for at være "generelt uspændende og helt uden bid", men fremhævede albummets "mere nedtonede og eftertænksomme sange" som "Livets træ" og "Farvel til blues".
Anmelderen fra BT, Steffen Jungersen, gav ligeledes Baby Blue to ud af seks stjerner. Han skrev at størstedelen af sangene lød som "gennemsnitligt efterslæb fra den firser ”danskrock”, Salomonsen ofte har haft så svært ved at undslippe", men roste albummets "afdæmpede sange". Jan Opstrup Poulsen fra Gaffa sammenlignede albummet med Where Blue Begins (1991) med dens "mere uslebne rocktone". Han gav Baby Blue to ud af seks stjerner, og skrev at han savnede nærvær fra Sanne Salomonsen: "Det virker som, at Sanne Salomonsen er tilskueren, og man savner hendes vokals sårbarhed, der altid har været sangerindens stærkeste kort."

## Spor
| #   | Titel                | Tekst                                               | Musik                   | Producer(e)       | Længde |
| --- | -------------------- | --------------------------------------------------- | ----------------------- | ----------------- | ------ |
| 1.  | "Baby Blue"          | Mats Ronander, Sanne Salomonsen[a]                  | Henrik Janson           | Jonas Krag        | 3:52   |
| 2.  | "Hvor er jeg så"     | Pernille-Leeloo Ottosen Bach                        | Bach                    | Oli Poulsen       | 4:05   |
| 3.  | "Et andet liv"       | Annika Askman, Marcus Winther-John                  | Askman, Jon Grundtvig   | Askman, Grundtvig | 4:04   |
| 4.  | "Livets træ"         | Mats Valentin, Marti Dodson, Marcus Winther-John[a] | Valentin, Dodson        | Lars Skjærbæk     | 4:28   |
| 5.  | "Janis og Jagger"    | Askman, Winther-John                                | Askman                  | Krag              | 3:36   |
| 6.  | "Exceptionel"        | Winther-John                                        | Askman, David Fremberg  | Krag              | 3:44   |
| 7.  | "Solskin efter regn" | Mauro Scocco, Ronander, Salomonsen[a]               | Janson                  | Oli Poulsen       | 4:13   |
| 8.  | "Dem vi var"         | Joakim Niels, Michael Falch[a]                      | Niels                   | Krag              | 4:13   |
| 9.  | "Jojo"               | Askman, Kim Zorde, Winther-John                     | Askman, Fremberg, Zorde | Krag              | 3:35   |
| 10. | "En nat i København" | Salomonsen, Winther-John                            | Askman, Grundtvig       |                   | 3:06   |
| 11. | "Håb"                | Winther-John                                        | Askman, Grundtvig       | Krag              | 3:08   |
| 12. | "Farvel til blues"   | Ronander, Salomonsen[a]                             | Janson                  | Skjærbæk          | 4:11   |

Notes
- ↑a betegner dansk oversættelse

## Hitliste
| Hitliste (2017)        | Højeste placering |
| ---------------------- | ----------------- |
| Danmark (Album Top-40) | 10                |